# 超特快彩虹号列车

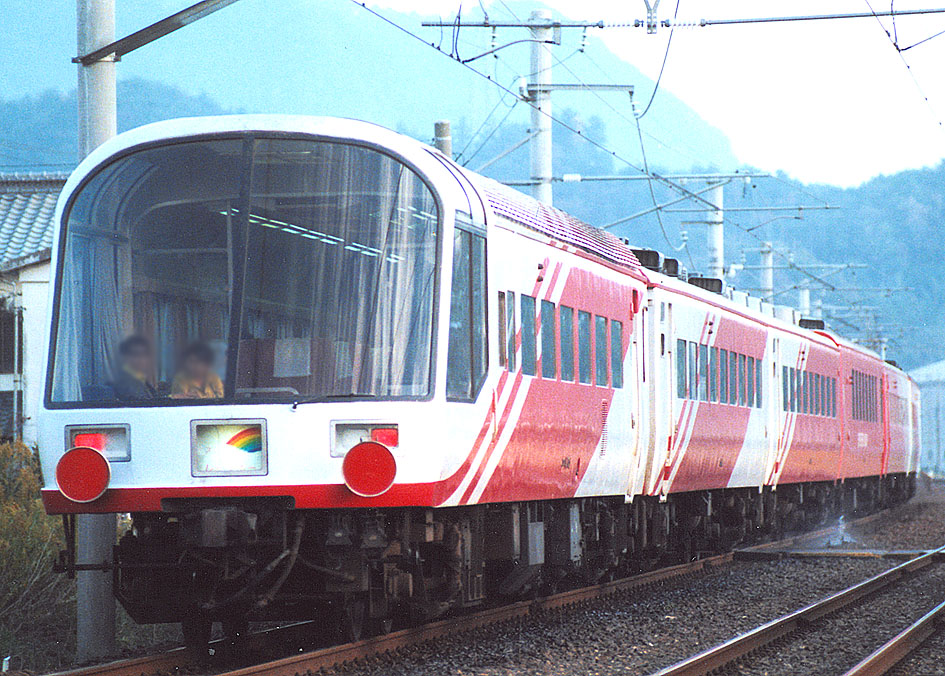
彩虹号特快列车（スーパーエクスプレスレインボー）

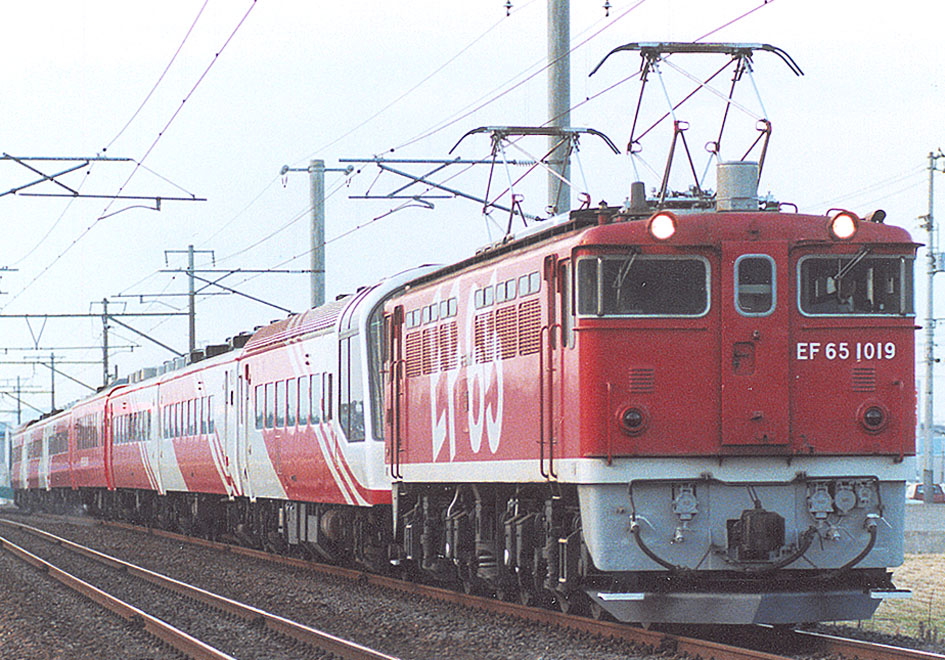
作为彩虹号特快列车的牵引机车的EF65型 1019

“超特快彩虹号”列车是由原日本国有铁道，现JR东日本从1987年运营至2000年的特快列车。特点为巨大的展望窗，以及车身的彩虹涂装。

## 牵引机车
彩虹号特快列车的牵引机车，一开始由EF65型和EF81 95型担当。在1998年，EF65型被EF65型 1118取代。现在这2辆牵引机车依然在使用中。EF81型 95现在作为北斗星号列车和货物列车的牵引车。EF65型 1118并没有定期的运营任务，而是作为临时列车和训练列车来使用。

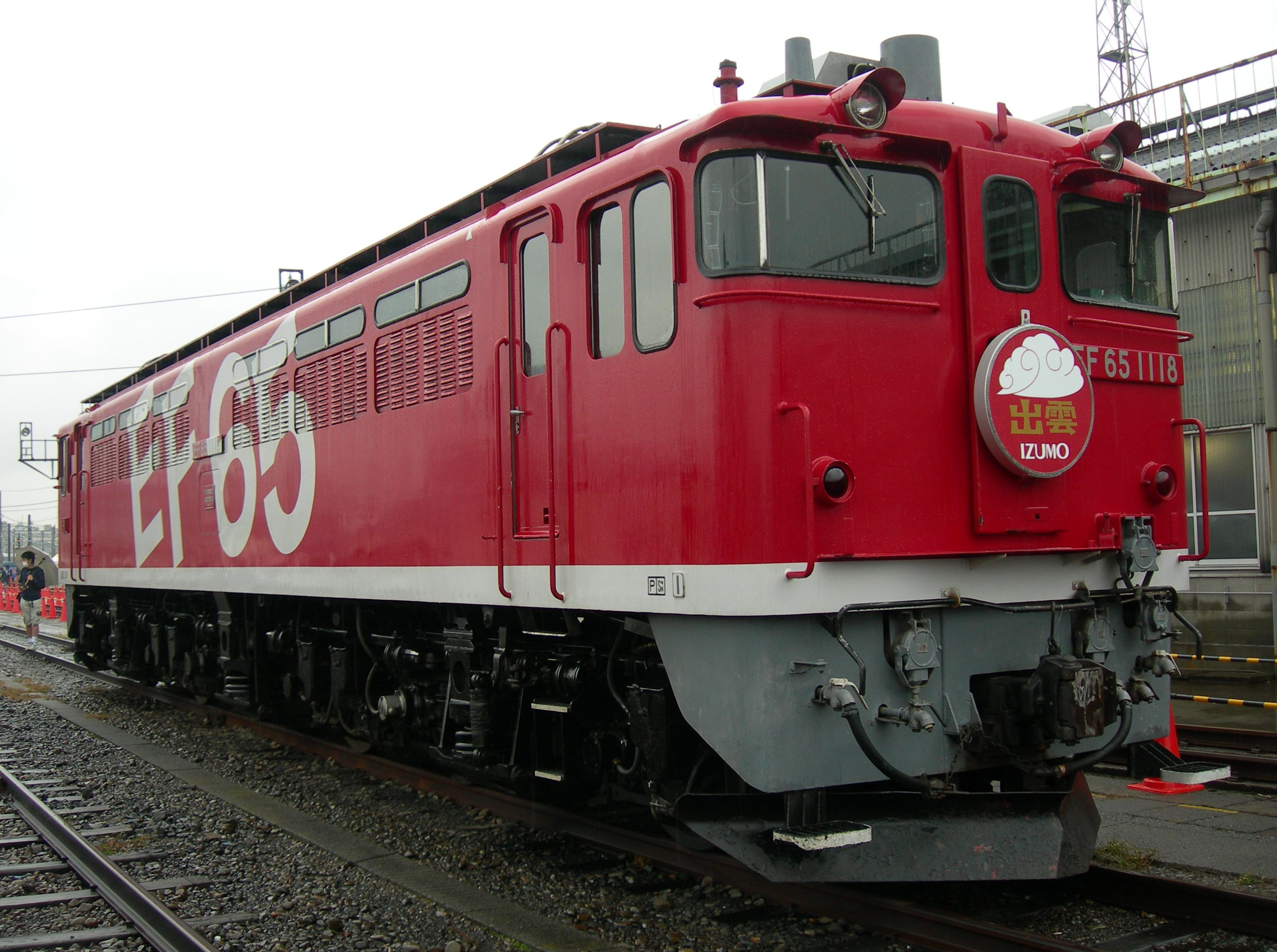
EF65型 1118牵引机车
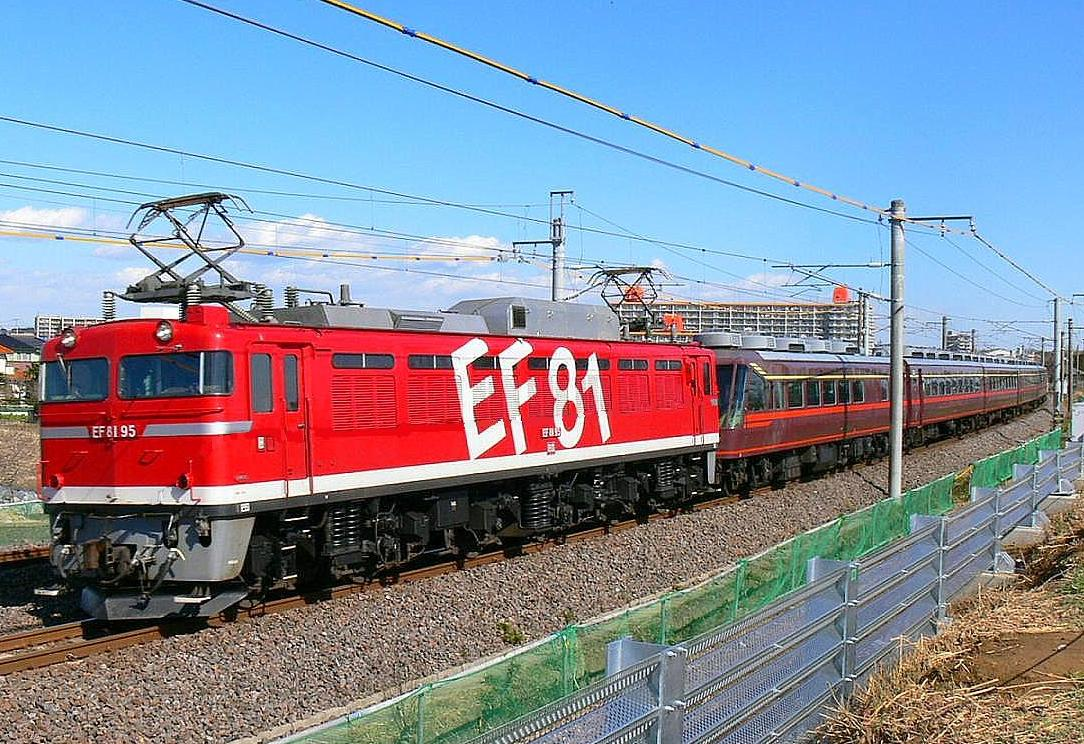
EF81型 95牵引机车